# Diocesi di Ica
La diocesi di Ica (in latino Dioecesis Icensis) è una sede della Chiesa cattolica in Perù suffraganea dell'arcidiocesi di Lima. Nel 2021 contava 854.800 battezzati su 867.825 abitanti. È retta dal vescovo Héctor Eduardo Vera Colona.

## Territorio
La diocesi comprende la regione peruviana di Ica.
Sede vescovile è la città di Ica, dove si trova la cattedrale di San Gerolamo.
Il territorio è suddiviso in 38 parrocchie.

## Storia
La diocesi è stata eretta il 10 agosto 1946 con la bolla Ad maiora christifidelium di papa Pio XII, ricavandone il territorio dall'arcidiocesi di Lima.
Il 10 gennaio 1948 con la bolla Cathedralia Capitula dello stesso papa Pio XII è stato eretto il capitolo della cattedrale.

## Cronotassi dei vescovi
Si omettono i periodi di sede vacante non superiori ai 2 anni o non storicamente accertati.
- Francisco Rubén Berroa y Bernedo † (23 novembre 1946 - 12 luglio 1958 deceduto)
- Alberto Maria Dettmann y Aragón, O.P. † (6 febbraio 1959 - 5 ottobre 1973 dimesso)
- Guido Breña López, O.P. † (5 ottobre 1973 - 31 ottobre 2007 ritirato)
- Héctor Eduardo Vera Colona, dal 31 ottobre 2007

## Statistiche
La diocesi nel 2021 su una popolazione di 867.825 persone contava 854.800 battezzati, corrispondenti al 98,5% del totale.
| anno | popolazione | popolazione | popolazione | presbiteri | presbiteri | presbiteri | presbiteri                | diaconi | religiosi | religiosi | parrocchie |
| anno | battezzati  | totale      | %           | numero     | secolari   | regolari   | battezzati per presbitero | diaconi | uomini    | donne     | parrocchie |
| ---- | ----------- | ----------- | ----------- | ---------- | ---------- | ---------- | ------------------------- | ------- | --------- | --------- | ---------- |
| 1950 | 143.102     | 144.547     | 99,0        | 19         | 14         | 5          | 7.531                     |         | 9         | 9         | 17         |
| 1966 | 300.000     | 302.500     | 99,2        | 57         | 27         | 30         | 5.263                     |         | 4         | 79        | ?          |
| 1970 | 320.000     | 324.734     | 98,5        | 46         | 30         | 16         | 6.956                     |         | 19        | 71        | 26         |
| 1976 | 372.020     | 380.000     | 97,9        | 57         | 22         | 35         | 6.526                     |         | 40        | 70        | 29         |
| 1980 | 412.000     | 432.000     | 95,4        | 53         | 22         | 31         | 7.773                     |         | 36        | 70        | 30         |
| 1990 | 594.000     | 620.000     | 95,8        | 51         | 24         | 27         | 11.647                    |         | 40        | 91        | 33         |
| 1999 | 722.000     | 753.000     | 95,9        | 49         | 21         | 28         | 14.734                    |         | 34        | 96        | 35         |
| 2000 | 735.000     | 766.000     | 96,0        | 46         | 19         | 27         | 15.978                    |         | 33        | 98        | 35         |
| 2001 | 686.000     | 715.000     | 95,9        | 46         | 18         | 28         | 14.913                    |         | 34        | 87        | 35         |
| 2002 | 715.000     | 725.000     | 98,6        | 46         | 16         | 30         | 15.543                    |         | 37        | 92        | 35         |
| 2003 | 715.000     | 725.000     | 98,6        | 50         | 17         | 33         | 14.300                    |         | 40        | 93        | 35         |
| 2004 | 720.000     | 730.000     | 98,6        | 51         | 17         | 34         | 14.117                    |         | 47        | 93        | 35         |
| 2006 | 735.000     | 745.000     | 98,7        | 49         | 16         | 33         | 15.000                    |         | 50        | 82        | 35         |
| 2013 | 802.000     | 813.000     | 98,6        | 52         | 22         | 30         | 15.423                    |         | 36        | 115       | 35         |
| 2016 | 828.995     | 840.115     | 98,7        | 48         | 21         | 27         | 17.270                    |         | 34        | 100       | 35         |
| 2019 | 855.780     | 868.000     | 98,6        | 77         | 18         | 59         | 11.114                    |         | 64        | 99        | 37         |
| 2021 | 854.800     | 867.825     | 98,5        | 49         | 21         | 28         | 17.444                    |         | 32        | 77        | 38         |